# Cneorane intermedia
Cneorane intermedia es un coleóptero de la familia Chrysomelidae.
Fue descrita científicamente en 1889 por Fairmaire.